# Генадий Серски
Генадий (на гръцки: Γεννάδιος) е православен духовник, серски митрополит на Вселенската патриаршия.

## Биография
Датата, на която Генадий заема митрополитския престол в Сяр е неизвестна. Предлагани са традиционно годините 1512 и 1517, но първото сигурно сведение за Генадий Серски е писмо на патриарх Пахомий I Константинополски от март 1510 година. Патриархът изпраща серския митрополит Генадий на Света гора, за да реши икономическия спор между манастира Ватопед и бившия прот Касиан. В документа не се споменава името на митрополита, но месец по-късно Генадий на Атон решава спора и подписва съответното писмо. Това означава, че е на престола поне от 1509 година. От 1510 до 1539 година поне още четири пъти той е отново е на Атон, за да решава спорове за имоти между монаси. През март 1522 година по нареждане на патриарх Теолипт I Константинополски решава спор между Великата Лавра и Дионисиат за пашата на биволите им в Лонгос. На следния месец април 1522 година решава спор между прота и Иверския манастир за рибарския пункт Питос. На 25 март 1528 година е във Ватопед, където заедно с митрополитите Григорий Зъхненски и Йоаким Драмски решава спора с Иверския манастир за притежаване на рибния склад Росомитис. Малко преди юни 1533 година заедно със солунския, зъхненския и берския митрополит, касандрийския епископ и игумена на Гиромерийския манастир Григорий решава отновопоявилия се спор между Ватопед, Лаврата и Ивирон за притежание на рибния склад. Между юли и ноември 1539 година е в Милопотам, където наблюдава, без да участва в отсъждането, разрешаването на граничния спор между Ивирон и Лаврата за притежаването на местността Магула.
Генадий разрешава подобни спорове между манастирите и селските общини в епархията му. В 1534 година със заповед на патриарх Йеремия I Константинополски е издаден документ, с който се иска 20 жители на село Ксилопигадия (Сармусакли) да върнат на Ватопед 70 ниви с общо 266 стреми.
В 1517 година Генадий Серски придружава патриарх Теолипт при пътуването му във Влашко за освещаването на Манастира в Куртя де Арджеш. След смъртта на патриарх Теолипт през декември 1522 година, Генадий Серски е кандидат за патриарх, но с подкрепата на Константинос Кунупис е избран Йеремия Софийски, макар и на практика да е втори след Генадий.
Една година по-късно Генадий ръководи свалянето на Йеремия, докато той е в Светите земи, и замяната му с Йоаникий Созополски, стар съперник на Йеремия.